# Тобі Кольєр
Тобіас Крістофер Кольєр (англ. Tobias Christopher Collyer, нар. 3 січня 2004, Уортінг, Англія) — англійський футболіст. опорний півзахисник клубу «Манчестер Юнайтед».

## Ігрова кар'єра

### Клубна
Тобі Кольєр народився у містечку Уортінг на півдні Англії. Свою футбольну кар'єру почав в академії клубу «Брайтон енд Гоув Альбіон», де кілька сезонів грав в молодіжній команді, разом з якою вигравав молодіжний Кубок Прем'єр-ліги.
В березні 2021 року Кольєр відмовився від нового контракту з «Брайтон енд Гоув Альбіон» і перейшов до академії «Манчестер Юнайтед», де підписав контракт на три з половиною роки.
Влітку 2023 року Кольєр пройшов передсезонні збори з першою командою «Манчестер Юнайтед». 1 вересня 2024 року у домашньому матчі проти «Ліверпуля» Кольєр дебютував в складі першої команди в англійській Прем'єр - лізі. 25 січня 2025 року у матчі Ліги Європи проти шотландського «Рейнджерса» Тобі Кольєр аперше зіграв в єврокубках.

### Збірна
В жовтні 2024 року Тобі Кольєр дебютував в складі юнацької збірної Англії (U-20).